# Anne Shymer

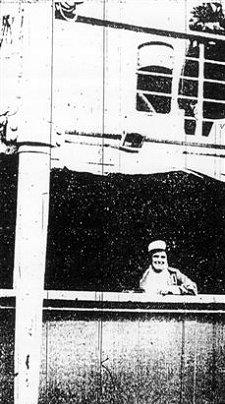
Anne Shymer, fotografiert von ihrer Familie am 1. Mai 1915

Anne Justice Shymer (* 30. Mai 1879 in Logansport, Cass County, Indiana; † 7. Mai 1915 im Nordatlantik vor Irland) war eine US-amerikanische Chemikerin und Präsidentin der United States Chemical Company.

## Leben und Tod
Anne Shymer kam 1879 in der Kleinstadt Logansport im US-Bundesstaat Indiana als Tochter des Anwalts James Monroe Justice (1838–1889) und dessen Frau Grace (geb. Heikes; 1846–1924) zur Welt. Ihre ältere Schwester Maibelle Heikes Justice (1871–1926) war Romanautorin (ihr Roman Durand of the Bad Lands wurde zwei Mal verfilmt) und eine frühe Drehbuchautorin für Hollywood. Ihre Mutter förderte Shymers Interesse an Chemie und sorgte für eine umfangreiche Bildung ihrer Tochter. Shymer studierte an der Universität von Cornell. Am 31. Dezember 1892 heiratete sie in Chicago Alexander Craigie Paterson. Das Paar lebte in Großbritannien, bis Paterson 1910 unerwartet starb. Die junge Witwe kehrte in die USA zurück und nahm ihre Arbeit wieder auf. Sie führte selbstständig verschiedene Experimente und Versuchsreihen in einem privaten Labor in New York City durch.
Am 16. Januar 1911 heiratete Shymer in Manhattan in zweiter Ehe den britischen Geschäftsmann Robert Delmo Shimer (1879–1935). Die Trauung vollzog Reverend Edward Octavus Flagg, ein Bruder von George Whiting Flagg und Freund der Familie Justice. Das Paar trennte sich nach nur vier Wochen, woraufhin sie ihren Nachnamen zu Shymer  amerikanisierte. Währenddessen erzielte Shymer immer größere Erfolge als Chemikerin und rief die United States Chemical Company ins Leben. Sie entdeckte unter anderem ein neues Bleichmittel für Textilien und eine keimtötende Substanz, die in Krankenhäusern zum Einsatz gebracht werden sollte. Ihre Errungenschaften brachten ihr viel Anerkennung und Prestige, wodurch sie nach kurzer Zeit weltweite Anerkennung genoss. Shymer erhielt eine Einladung von Großbritanniens Premierminister Herbert Asquith und dessen Frau. Anfang 1915 erfuhr der Hof-Physiker von König George V. von Großbritannien von Shymers Entdeckungen und zeigte sich davon sehr beeindruckt.
Am 1. Mai 1915 ging Shymer als Erste-Klasse-Passagierin an Bord des britischen Luxusliners Lusitania, der von New York nach Liverpool, England ablegte. Sie sollte am Hof von St James König George und Königin Mary von England vorgestellt werden. Außerdem wollte sie in London neue geschäftliche Kontakte knüpfen und ihre neuesten Formeln patentieren lassen. Vor ihrer Abreise wollte sie noch die Scheidung von ihrem Mann einreichen, was dadurch verhindert wurde, dass sie seinen aktuellen Aufenthaltsort nicht kannte. Am Tag der Abfahrt kamen ihre Mutter, ihre Schwester Maibelle und andere Verwandte zum Pier 54, um sie zu verabschieden. Als sich das Ablegen verzögerte, nutzte die Familie die Zeit, um ein Abschiedsfoto von Shymer zu schießen. Dieses Foto, das sie lächelnd und den linken Arm auf die Reling gestützt auf der B-Deck-Promenade zeigt, ist eines der bekannteren Bilder im Zusammenhang mit der Lusitania-Katastrophe.
Sechs Tage später, am frühen Nachmittag des 7. Mai 1915, wurde die Lusitania vor der Küste Südirlands vom deutschen U-Boot U20 mit einem Torpedo versenkt. Der Dampfer sank innerhalb weniger Minuten und nahm zwei Drittel der Passagiere und Besatzung mit sich. Shymer war trotz der starken Schlagseite und der Panik an Bord dazu in der Lage, in ihre Kabine B-98 zu gelangen und ihren Schmuck zu holen, den sie sich komplett anlegte, um ihn im Notfall nicht zu verlieren. Was dann mit der Chemikerin geschah, ist unklar. Ihre Leiche wurde identifiziert und erhielt die laufende Nummer #66. Der Schmuck, den man auf ihrem Körper fand, war nach damaligem Geld etwa 4.000 US-Dollar (entspricht heute ungefähr 110.000 US-Dollar) wert. Auf dem Weg von Irland zur amerikanischen Botschaft in London verschwand er spurlos und ist bis heute nicht wieder aufgetaucht. Shymers Leiche kam an Bord des Dampfers Philadelphia sicher in den Vereinigten Staaten an und wurde ihrer Familie übergeben.
Shymers Ehemann sowie ihre Mutter und Schwester verklagten die Cunard Line wegen des Verlusts ihrer Angehörigen auf Schadensersatz. Robert Shimers Klage wurde abgelehnt mit dem Argument, dass er seit vier Jahren von seiner Ehefrau getrennt lebte. Der Klage von Grace und Maibelle Justice wurde entsprochen, allerdings erst 1925, mehr als zehn Jahre nach dem Unglück. Am 28. Februar 1925 entschied der Kongress, das Finanzministerium der Vereinigten Staaten habe 3.900 US-Dollar als Ausgleich für den Verlust des Schmucks zu zahlen.
Shymers Mutter war zu diesem Zeitpunkt bereits verstorben. Maibelle Heikes Justice erhielt 7.527 US-Dollar.